# Jenny Was a Friend of Mine
Jenny Was a Friend of Mine är en låt av Las Vegas-rockbandet The Killers. Det är det första spåret på The Killers debutalbum, Hot Fuss. Låten skrevs av Brandon Flowers och Mark Stoermer.
Trots att den inte släpptes som singel, är låten en av The Killers mest populära och kritikerrosade låtar. Den har speciellt hyllats för sin kraftfulla och melodiska basgång.

## Bakgrund
Låten berättas ur en mans synvinkel som tagits in för förhör angående mordet på en flicka (Jenny). Efter att ha förklarat händelsen ur hans perspektiv, hävdar mannen att han är oskyldig genom att säga "there ain't no motive for this crime, Jenny was a friend of mine." Låten har ingen lösning för brottet och det klargörs aldrig om mannen var skyldig.
Låten är en del av The Killers så kallade "Murder Trilogy", tre låtar som beskriver mordet på en flicka vid namn Jenny, tillsammans med låtarna "Midnight Show" och "Leave the Bourbon on the Shelf". I en intervju med The Guardian, avslöjade Flowers att det var Morrisseys låt "Sister I'm a Poet" som inspirerade honom att skriva låtar om mord.
Låttexten påminner även om 1986 års mord på Jennifer Levin. Robert Chambers ("Preppy Killer") hävdade i intervjuer att han inte hade något motiv för mordet, samt att han och offret var "vänner".

## Liveframträdanden
När låten framförs live, ersätts ofta texten "she couldn't scream while I held her close" med "she couldn't scream while I held her throat", eller "she kicked and screamed while I held her throat" för att ge låten en mer ondskefull känsla. Detta var vanligast under Day & Age World Tour.
Under Day & Age-turnén lades även ett bassolo in i början av låten.